# Млуша
Млуша је насељено мјесто у општини Прозор-Рама, Босна и Херцеговина.

## Становништво
|        | 2013.        | 1991.        | 1981.        | 1971.        |
| Укупно | 170 (100,0%) | 168 (100,0%) | 157 (100,0%) | 138 (100,0%) |
| Хрвати | 170 (100,0%) | 167 (99,40%) | 157 (100,0%) | 138 (100,0%) |
| Остали | –            | 1 (0,595%)   | –            | –            |